# Elsinoë
Elsinoë é um género de fungos da família Elsinoaceae da ordem Myriangiales que inclui várias espécies que são importantes fitopatógenos que afectam diversas culturas agrícolas.